# Смажені зелені помідори
«Смажені зелені помідори» (англ. Fried Green Tomatoes) — американська комедійна драма 1991 року режисера Джона Авнета за мотивами роману Фенні Флегг «Смажені зелені помідори в кафе „Зупинка“» 1987 року. У фільмі, знятому за сценарієм Фанні Флегг і Керол Собескі, з Кеті Бейтс, Джесікою Тенді, Мері Стюарт Мастерсон, Мері-Луїз Паркер і Сіселі Тайсон у головних ролях, розповідається історія домогосподарки, яка, незадоволена своїм життям, подружилася зі старшою жінкою в будинку для літніх людей та захоплена розповідями, які та розповідає про своє життя.
Фільм вийшов на екрани кінотеатрів США 27 грудня 1991 року, отримав позитивні відгуки критиків і мав успіх у прокаті, зібравши 119,4 мільйона доларів при бюджеті в 11 мільйонів доларів.
«Смажені зелені помідори» були номіновані на дві премії «Оскар» і дві нагороди BAFTA, а також — на три премії «Золотий глобус» і премію Гулдбагге.

## Акторський склад
- Кеті Бейтс — Евелін Коуч
- Мері Стюарт Мастерсон — Іджі (Імоджен) Тредгуд
- Ненсі Мур Атчісон — молода Іджі Тредгуд
- Мері-Луїз Паркер — Рут Джемісон
- Джессіка Тенді — Нінні Тредгуд
- Сіселі Тайсон — Сіпсі
- Кріс О'Доннелл — Бадді Тредгуд
- Стен Шоу — Великий Джордж
- Гаярд Сартейн — Ед Коуч
- Тім Скотт — Смокі Лонсом
- Гері Басараба — Грейді Кілгор
- Лоїс Сміт — Мама Тредгуд
- Денні Нельсон — Папа Тредгуд
- Джо Гарві Аллен — учитель жіночого здоров'я
- Мейкон Маккалман — прокурор
- Річард Рілі — преподобний Скрогінс
- Рейнор Шайне — Кертіс Смут
- Грейс Забріскі — Єва Бейтс
- Нік Сірсі — Френк Беннет
- Констанс Шульман — Міссі

## Випуск
«Смажені зелені помідори» вийшли в обмежений прокат у Сполучених Штатах 27 грудня 1991 року в п'яти кінотеатрах. Широкий прокат розпочався через чотири тижні, 24 січня 1992 року, у 673 кінотеатрах. Загалом він тривав 19 тижнів, а його найширший прокат був показаний у 1331 кінотеатрі.

## Домашні медіа
VHS випущений MCA/Universal Home Video у Північній Америці 20 серпня 1992 року. 137-хвилинне «розширене» колекційне видання DVD для регіону 1 випущене Universal Studios 18 квітня 2000 року. DVD містить документальний фільм про створення фільму, коментарі Джона Авнета, оригінальний театральний трейлер і рекламну кампанію до фільму. Blu-ray з регіональним блокуванням випущений 4 березня 2014 року.
У Великій Британії VHS випущений як «Смажені зелені помідори в кафе „Зупинка“» компанією Columbia Tristar Home Video 2 жовтня 1992 року. DVD для регіону 2 був випущений Carlton Visual Entertainment 9 вересня 2002 року.

## Критичне сприйняття
На вебсайті агрегатора рецензій Rotten Tomatoes рейтинг схвалення фільму становить 76 % на основі 45 рецензій із середнім рейтингом 6,70/10. Консенсус критиків говорить: «Сльозлива драма „Смажені зелені помідори“, безсумнівно, маніпулятивна, але в руках досвідченого акторського складу, включно з Джесікою Тенді та Кеті Бейтс, вона також надзвичайно ефективна». На Metacritic фільм отримав середню оцінку 64 зі 100 на основі 21 критики, що вказує на «загалом схвальні відгуки». Глядачі, опитані CinemaScore, поставили фільму середню оцінку «A» за шкалою від A+ до F.
Критики насолоджувалися розповіддю, але вважали її умовною та передбачуваною. Адаптація окремої оповіді книги на кіноекрані була розкритикована Time Out як «незграбна», Роджер Еберт похвалив гру, Джанет Маслін похвалила костюми та постановку, а Емануель Леві похвалив операторську роботу та партитуру. Акторський склад отримав похвалу за свої виступи, особливо Мастерсон і Тенді.
У 2005 році «Смажені зелені помідори» були номіновані Американським інститутом кіномистецтва до списку найбільш надихаючих фільмів «100 років AFI… 100 Cheers».

## Спадщина
Після виходу «Смажених зелених помідорів» місто Джульєтт побачило наплив туристів, і за підтримки Джона Авнета місцеві жителі відкрили «Whistle Stop Café», відтворене, щоб віддзеркалити знімальний майданчик. Хоча «Whistle Stop Café» є зареєстрованою торговою маркою, під цією назвою з'явилися інші заклади.
Завдяки фільму страва зі смажених зелених помідорів стала відомою як делікатес Півдня США, хоча раніше вона не мала такого статусу.